# Belfays
Belfays är en kommun i departementet Doubs i regionen Bourgogne-Franche-Comté i östra Frankrike. Kommunen ligger i kantonen Maîche som tillhör arrondissementet Montbéliard. År 2022 hade Belfays 131 invånare.

## Befolkningsutveckling
Antalet invånare i kommunen Belfays
Referens:INSEE